# Nishi-ku (Sakai)
Nishi (西区 Nishi-ku?) es un barrio de la ciudad de Sakai, en la prefectura de Osaka, Japón. En julio de 2019 tenía una población estimada de 135.442 habitantes y una densidad de población de 4.732 personas por km². Su área total es de 28,62 km².

## Demografía
Según datos del censo japonés, la población de Nishi se ha mantenido estable en los últimos años.
| Año del censo | Población |
| ------------- | --------- |
| 2005          | 131.030   |
| 2010          | 133.622   |
| 2015          | 135.746   |